# 99942 Apophis
A 99942 Apophis (ideiglenes nevén 2004 MN4) földsúroló kisbolygó, melyet Roy A. Tucker, David J. Tholen és Fabrizio Bernardi fedeztek fel 2004. június 19-én a Kitt Peak Nemzeti Obszervatóriumban, Arizonában. 
A veszélyességet értékelő Torino-skálán az eddigi, 2024 évi legmagasabb  érték rekordját tartja a  270 méter átmérőjű földközeli objektum.  A NASA 2011-es, 2012-es és 2013-as adatok alapján kizárta annak lehetőségét, hogy a kisbolygó esetleg ütközhetne a Földdel 2029-ben és 2036-ban.  Számítások szerint az égitest gravitációs kulcslyukon fog áthaladni, ami pályáját nagyban megváltoztathatja.
Nevét Apóphisz után kapta, aki a pusztítás, a sötétség és a káosz megtestesítője az egyiptomi mitológiában.

## Földközeli elhaladása
A  2036. április 13-án Földdel való ütközés esélye eredetileg 1 a 45 000-hez volt, később, pontosabb számítások alapján ez 1 a 250 000-hez esélyre csökkent (egy elmélet szerint azonban 1:450-hez, amit egy 13 éves német fiú számolt ki először), de a kisbolygó így is 29 450 kilométerre halad el a Föld felszíne felett, közelebb, mint a geostacionárius pálya.
2013. január 10-én, éjjel 1 órakor a Kanári-szigetek megfigyelőállomása SLOOH Space Camera címén Patrick Paolucci, a megfigyelőállomás elnöke kommentálta az eseményeket és kérdésekre is válaszolt.
2029. április 13-án a kisbolygó meglehetősen közel, a geostacionárius pályánál közelebb (nagyjából 30 000 km-re) halad el a Föld mellett.